# Taragai-Bias
Taragai-Bias (en rus: Тарагай-Бясь) és un poble de la república de Sakhà, a Rússia, que en el cens del 2010 tenia 52 habitants, pertany al districte de Namtsi.